# 1971 aux Territoires du Nord-Ouest
Chronologie des Territoires du Nord-Ouest
- 1967
- 1968
- 1969
- 1970
- 1971
- 1972
- 1973
- 1974
- 1975

Cette page concerne les événements survenus en 1971 dans le territoire canadien des Territoires du Nord-Ouest.

## Politique
- Premier ministre : Stuart Milton Hodgson (Commissaire en gouvernement)
- Commissaire :
- Législature :

## Événements
- La population du territoire est de 34 805 habitants[réf. souhaitée].